# Dyktator (film 2012)
Dyktator (ang. The Dictator) – amerykańska komedia z 2012 roku w reżyserii Larry’ego Charlesa. Wyprodukowany przez Paramount Pictures.
Film został zainspirowany bestsellerem Zabiba i król autorstwa Saddama Husajna, a scenariusz do filmu napisał Sacha Baron Cohen.

## Fabuła
Film opowiada historię Generała Aladeena (Sacha Baron Cohen), który włada fikcyjnym północnoafrykańskim narodem Wadiya. Aladeen to oddany miłośnik dyktatury, tortur i wszelkiego rodzaju wynaturzeń. Posiada wielki pałac, z którego przemawia do oddanego mu społeczeństwa i w którym przyjmuje znane gwiazdy jak Megan Fox lub Kim Kardashian. Premierem państwa Wadiya jest Tamir (Ben Kingsley), prawowity następca tronu, który chce obalić Aladeena. Po nieudanym zamachu Tamir wysyła Aladeena do Nowego Jorku w celu rozwiania obaw związanych z bronią jądrową, którą rzekomo przygotowuje jego kraj oraz w celu przygotowania kolejnego zamachu. Podróż nie idzie po myśli Tamira, a sam wyjazd do USA generuje wiele nowych przygód i prowadzi do poznania Zoey (Anna Faris), która zaprzyjaźnia się z Aladeenem.

## Obsada
- Sacha Baron Cohen jako Aladeen
- Ben Kingsley jako Tamir[8][9]
- Jason Mantzoukas jako Nadal[8]
- Anna Faris jako Zoey[8]
- J.B. Smoove jako Usher[8]
- Megan Fox jako ona sama[8]
- B.J. Novak[10]